# Dannet
Dannet es una comuna rural de Níger perteneciente al departamento de Arlit en la región de Agadez. En 2011 tenía una población de 10 212 habitantes, de los cuales 5281 eran hombres y 4931 eran mujeres.
Se ubica unos 50 km al sur de Arlit, junto a la carretera que une Agadez con Tamanrasset, en el entorno de las montañas de Air.